# سیارک ۱۰۳۲۲
سیارک ۱۰۳۲۲ (به انگلیسی: 10322 Mayuminarita، نامگذاری:1990VT1) ده هزار و سیصد و بیست و دومین سیارک کشف شده‌است که در ۱۱ نوامبر ۱۹۹۰ کشف شد.
قدر مطلق سیارک برابر ۱۴٫۴۰ است.